# Sectorul al XV-lea din Budapesta
Sectorul al XVII-lea din Budapesta se află pe partea stângă a Dunării, în partea nordică a Pestei. 

## Orașe înfrățite
- Liesing, Viena, Austria
- Obervellach, Austria
- Donji Kraljevec, Croația
- Marzahn-Hellersdorf, Berlin, Germania
- Mosonmagyaróvár, Ungaria
- Tótszentmárton, Ungaria
- Toplița, România
- Nad jazerom, Košice, Slovacia

| Sectoarele Budapestei |
| --- |
| I \| II \| III \| IV \| V \| VI \| VII \| VIII \| IX \| X \| XI \| XII \| XIII \| XIV \| XV \| XVI \| XVII \| XVIII \| XIX \| XX \| XXI \| XXII \| XXIII |

1. ↑   https://index.hu/belfold/2018/09/30/rakospalotai_idokozi_polgarmester-valasztas_eredmenye/ Lipsește sau este vid: |title= (ajutor)